# Alice (Teksas)
Alice je grad u američkoj saveznoj državi Teksas. Prema popisu stanovništva iz 2010. u njemu je živjelo 19.104 stanovnika.